# اچ‌ام‌اس هارفام (ام۲۶۳۴)
اچ‌ام‌اس هارفام (ام۲۶۳۴) (به انگلیسی: HMS Harpham (M2634)) یک کشتی بود که طول آن ۱۰۰ فوت (۳۰ متر) بود. این کشتی در سال ۱۹۵۴ ساخته شد.